# Igor Solopov
Igor Solopov (Magnyitogorszk, 1961. április 17. – 2019. június 12.) Európa-bajnoki bronzérmes szovjet-észt asztaliteniszező.

## Pályafutása
1971-ben kezdett el asztaliteniszezni a Magynitogorszki Kohászati Művek sportklubjában. Magnyitogorszkban jár középiskolába. 1979–1987 között a Tallinni Tanárképző Főiskolán (ma Tallinni Egyetem) tanult testnevelés szakon. 1979-től Tallinnban, a Kalev sportklubban folytatta az asztaliteniszt.
A szovjet válogatott tagjaként hét világbajnokságon vett részt. Többszörös szovjet és észt bajnok. Az 1978-as duisburgi Európa-bajnokságon csapatban bronzérmet szerzett. Az 1992-es barcelonai olimpián Észtország színeiben szerepelt. Az 1990-es évek közepén Svédországban telepedett le, ahol edzőként dolgozott.

## Sikerei, díjai
- Európa-bajnokság
  - bronzérmes: 1978 (férfi csapat)